# Gabriel Roberto Sabbiao
Gabriel Roberto Sabbiao Rodríguez é um ex ciclista profissional brasileiro. Nasceu em São José do Rio Preto a 23 de dezembro de 1961. Foi profissional desde 1987 até 1990.

## Palmarés
1987
- Volta a Navarra

## Equipas
- Reynolds (1987-1989)
- Salgueiros-Landimar (1990)